# 普奇那語
佈基那語（英語讀做送氣的「普奇那」）是一種一度通行散佈在的的喀喀湖(秘魯和玻利維亞)周圍地區以及在目前屬於智利北部地區之原住民族群的語言，不過佈基那語目前歸屬於絕跡語言。
佈基那語的語言殘留痕跡可以在秘魯南部的阿雷基帕，莫克瓜(Moquegua)和塔克納(Tacna)等地方所講的克丘亞語及西班牙語的口語中發現。在那裡同樣還有殘留在迦亞瓦亞語，卡拉瓦亞語可能是"克丘亞語"和"佈基那語"的混合語言。(考夫曼(Terrence Kaufman 1990年)發現這個提議是很有可能性)。 
有時「普奇那」一詞被錯用為表示烏魯一詞之意，不過普奇那語和烏魯語是兩碼事。